# Volo Northwest Orient Airlines 710
Il volo Northwest Orient Airlines 710 era un volo di linea con partenza dall'aeroporto di Minneapolis-St. Paul e destinazione l'aeroporto di Miami, con scalo intermedio all'aeroporto di Chicago-Midway. Il 17 marzo 1960 il Lockheed L-188 Electra che operava il volo ha subito un cedimento strutturale mentre sorvolava Cannelton, in Indiana, causando la morte dei 57 passeggeri e dei 6 membri dell'equipaggio.

## L'incidente
Il volo 710 era decollato da Minneapolis alle 12:51 ed era atterrato a Chicago alle 13:55; dopo circa 30 minuti era ripartito in direzione Miami. Alle 14:45 i piloti contattarono la torre di controllo di Indianapolis per riferire la loro posizione, alle 15:13 ci fu l'ultima comunicazione con i controllori di volo.
Alle 15:25 l'intera ala destra e alcune parti esterne dell'ala sinistra si separarono dalla fusoliera, che precipitò a terra senza controllo.

## Le cause
Le indagini furono affidate agli investigatori del Civil Aeronautics Board (CAB) i quali vagliarono tre possibili cause:
- l'esplosione di una bomba a bordo del velivolo
- una violenta turbolenza che avrebbe potuto distruggere l'aeromobile, infatti sulla rotta del volo 710 erano stati segnalati forti temporali
- un cedimento strutturale come quelli che recentemente avevano già causato incidenti su aerei di linea, infatti questo era il terzo a vedere coinvolto un Electra in poco più di un anno ed era il terzo incidente senza cause evidenti accaduto in quattro mesi.

Il New York Times riferì che alle 18.44, un'ora e mezza dopo l'incidente, un uomo aveva telefonato ad una stazione di polizia di Chicago dicendo che era stata messa a bordo una bomba durante lo scalo del volo 710 all'aeroporto Midway; la polizia svolse delle indagini ma non trovò nulla che potesse confermare quanto detto e dichiarò che probabilmente si trattava di uno scherzo, effettuato probabilmente da un ragazzino.
Gli investigatori giunti sul luogo dello schianto, considerata la vastità dell'area in cui si trovavano i detriti dell'aereo, pensarono inizialmente che potesse esserci stata una collisione in volo tra due velivoli, ma un attento esame dei rottami confermò che appartenevano tutti al volo 710. In seguito, gli ingegneri della NASA, della Boeing e della Lockheed stabilirono che la probabile causa dell'incidente era stata la separazione in volo dell'ala destra dovuta ad un eccessivo sventolio causato da una diminuzione della rigidità del supporto del motore.